# 12431 Webster
12431 Webster eller 1995 YY10 är en asteroid i huvudbältet som upptäcktes den 18 december 1995 av Spacewatch vid Kitt Peak-observatoriet. Den är uppkallad efter Alan Reginald Webster.
Asteroiden har en diameter på ungefär 4 kilometer.